# Ottovo nakladatelství

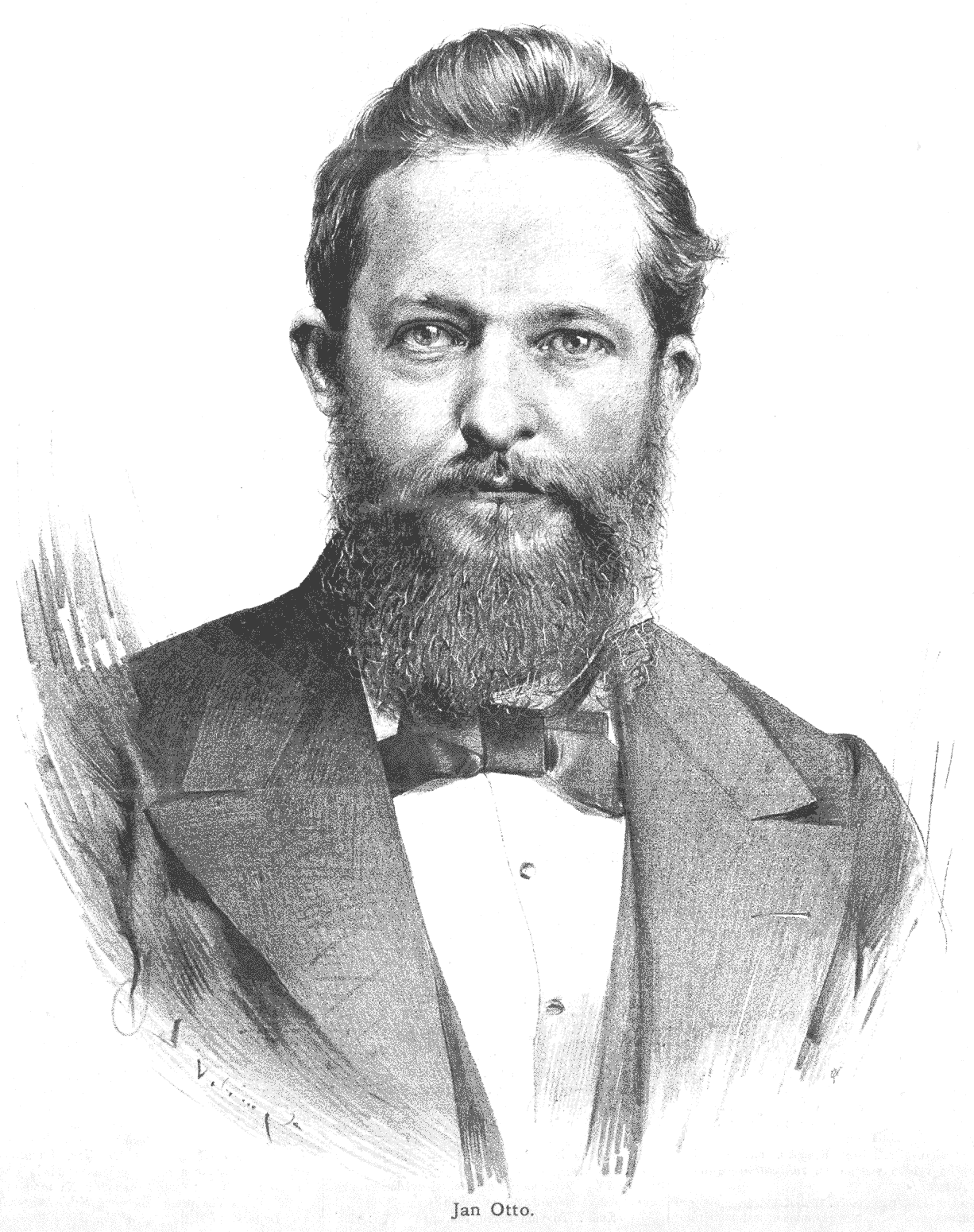
Jan Otto (1841–1916) v roce 1887

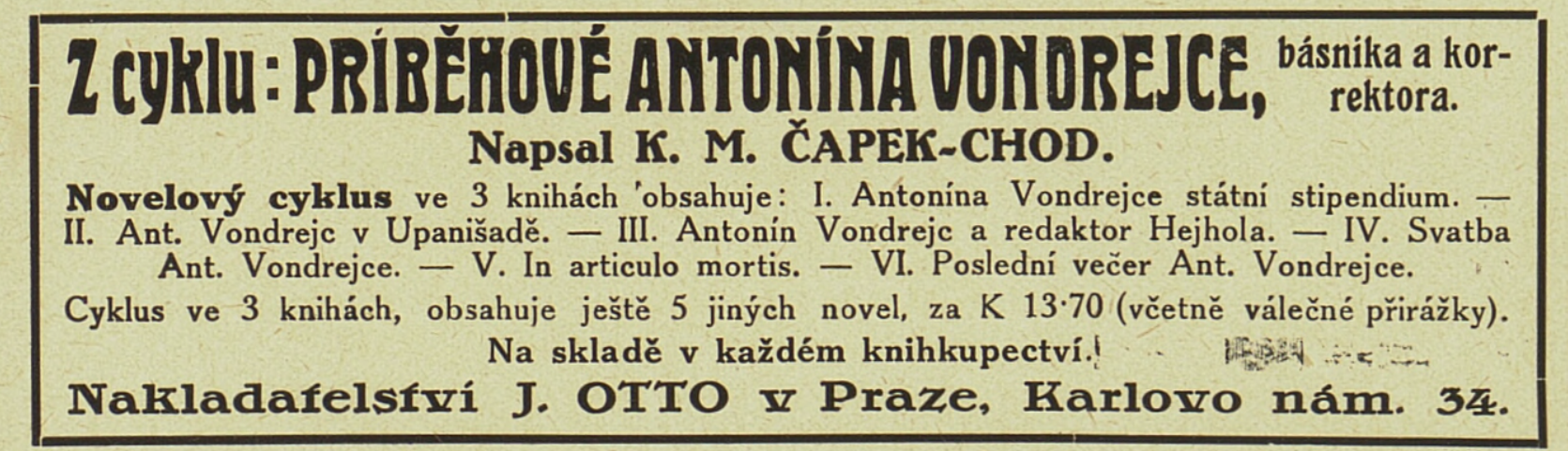
Inzerát na knihu z cyklu Příběhové Antonína Vondrejce, básníka a korektora s adresou nakladatelství Karlovo nám. 34

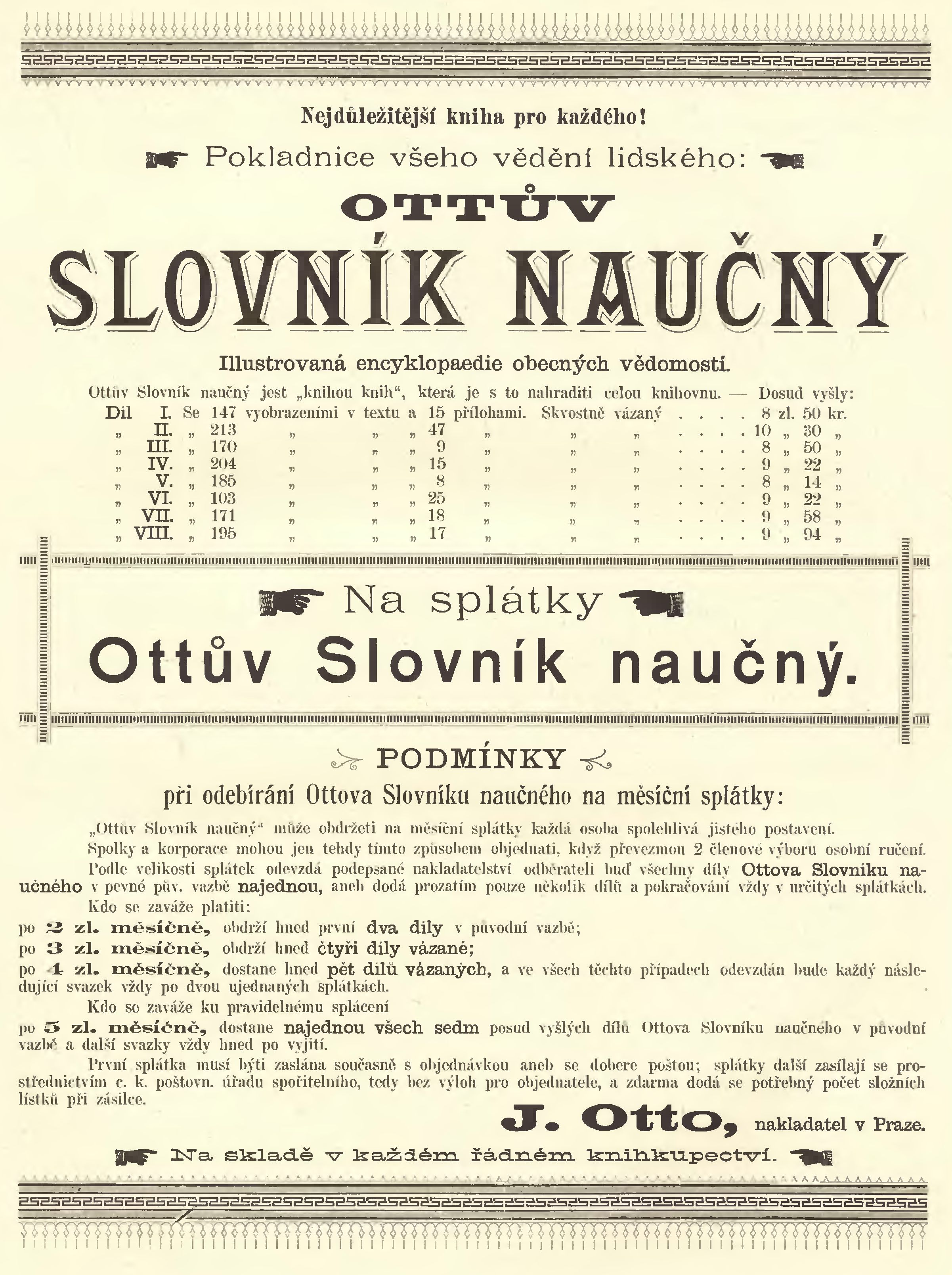
Inzerát propagující Ottův slovník naučný v Kalendáři Zlaté Prahy na rok 1895

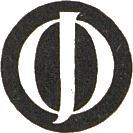
Logo nakladatelství Jan Otto pro časopis Světozor (rok 1932)

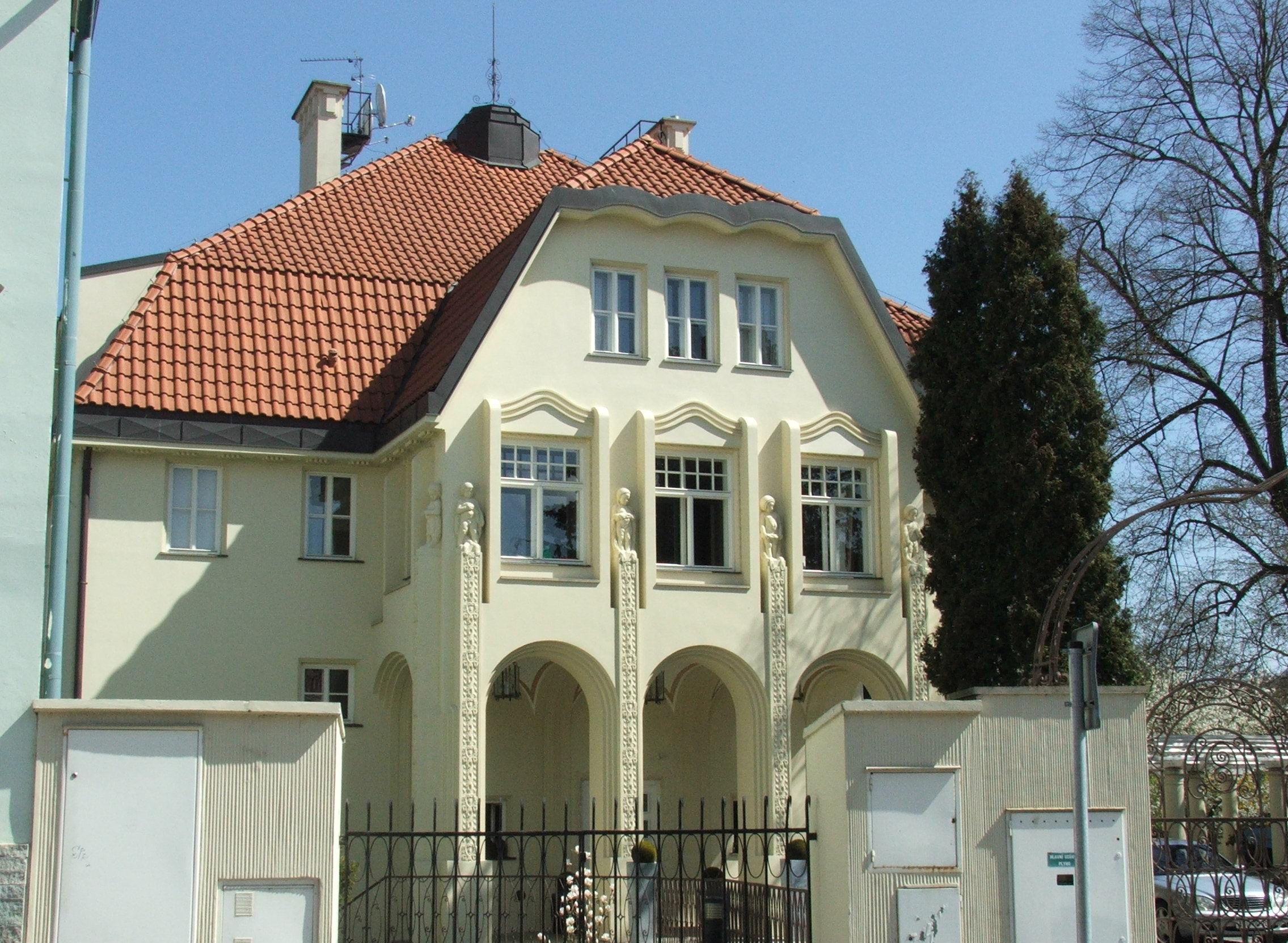
Vila nakladatele Jana Otty, Žitavského ulice 135, Praha–Zbraslav, architekt Otakar Novotný (2008)

Ottovo nakladatelství (respektive Nakladatelství Jan Otto) bylo založeno v roce 1871 Janem Ottou – českým knihkupcem, nakladatelem a vydavatelem největší české tištěné encyklopedie Ottova slovníku naučného. Prosperující firma se zaměřením na publikace encyklopedického zaměření určené pro široké lidové masy se dostala do problémů po jeho smrti v roce 1916, ale na knižním trhu fungovala ještě ve 30. letech 20. století. Její zánik se odehrál během druhé světové války a definitivně byl dovršen po „vítězném“ únoru 1948. Na tradice Nakladatelství Jan Otto navázalo ve druhé polovině 90. let 20. století znovu založené Ottovo nakladatelství, které vydává obrazové publikace populárně naučného charakteru (včetně encyklopedií a atlasů) a také knihy určené dětem.

## Historie

### Založení podniku
Vyučený obchodník Jan Otto ve svých 21 letech (kolem roku 1862) získal zaměstnání v tiskárně a vydavatelství bratří Grégrů, kde poté působil asi deset let (až do roku 1871) jako účetní a disponent. V roce 1869 se Jan Otto oženil s Miladou Pospíšilovou (1848–1890) – dcerou zámožného pražského tiskaře, nakladatele a knihkupce Jaroslava Pospíšila. V dubnu roku 1871 uzavřel se svým tchánem smlouvu o převzetí a odkoupení jeho tiskárny na Václavském náměstí. V té době bylo pracovitému a ctižádostivému obchodníkovi Janu Ottovi 30 let a disponoval velkými zkušenostmi nejen z provozu tiskárny, ale i vydavatelství a knihkupectví. Svoje finanční úspory (jakož i peněžní výnosy ze svého předešlého působení v tiskárně a vydavatelství bratří Grégrů) vložil do svého nového podniku – tiskárnu doplnil o vydavatelské aktivity a tak v roce 1871 vzniklo Ottovo nakladatelství.

### Založení knihkupectví
Kromě vydavatelství a tiskárny založil Jan Otto i knihkupectví. Dokladem expanze jeho firmy je fakt, že se v roce 1879 přestěhoval do nové budovy v pražské Jungmannově ulici a k tomuto roku měla jeho firma téměř desateronásobnou hodnotu oproti roku 1871, kdy přebíral od svého tchána tiskárnu na Václavském náměstí.

### Jan Otto a jeho společenská angažovanost
Kromě podnikatelských a vydavatelských aktivit se Jan Otto účastnil i společenského života a angažoval se i v řadě spolků, jichž byl členem, za všechny dlužno jmenovat například: Sokol, Hlahol, Uměleckou besedu, Merkur, První občanskou záložnu, Průmyslovou jednotu, výbor pro stavbu Národního divadla, vedení Pojišťovny Praha, vedení Živnostenské banky, Hospodářský klub pro království české, první dělnický potravní spolek Oul či Sbor pro zřízení českého Národního divadla. Působil též ve výkonném výboru Zemské jubilejní výstavy (1891) a ve výkonném výboru Národopisné výstavy (1895). Ve svém oboru působil Jan Otto deset let jako starosta grémia knihtiskařů, vedoucí Spolku českých knihkupců a nakladatelů a v dalších podobných pozicích. Byl spoluzakladatelem české grafické a nakladatelské společnosti Unie.

### Zaměření nakladatelství (vydavatelská činnost)
Z názvů prvních edic (např. Matice lidu, Osvěta lidu či Laciná knihovna národní), jenž vycházely v jeho nakladatelství bylo patrno, že se ve své vydavatelské činnosti Jan Otto zaměřoval na širokou českou veřejnost s cílem poskytnout jí zábavnou formou nenáročné lidové četby rozsáhlou osvětu a vzdělávání. Nakladatelství vydávalo knihy z nejrůznějších oborů přes cestopisy a odborné publikace z nejrůznějších oborů (filozofie, matematika, jazykověda), slovníky, ale i časopisy (Zlatá Praha, Lumír, Ilustrovaný svět, Světozor, humoristický Paleček). Mezi známá díla, která vydal, patřil i Brehmův Život zvířat, ilustrované Povídky, arabesky a humoresky Svatopluka Čecha a rozsáhlý cyklus Čechy.

### Další rozvoj firmy
V letech 1874 až 1884 provozoval Jan Otto i sortimentní knihkupectví. Postupem doby se podnik Jana Otty rozšířil natolik, že v roce 1883 musel přesídlit do nových budov na Karlově náměstí. (získal vlastní dům čp. 534/II U Žateckých, západní křídlo na Karlově náměstí 34 [východní sahalo až do Malé Štěpánské]) V té době měla jeho firma již trojnásobnou hodnotu oproti začátkům v Jungmannově ulici. Ottova tiskárna se zařadila mezi nejúspěšnější v českých zemích. Zdatně konkurovala nakladatelstvím Vilímka a Topiče). V roce 1891 pak v Ottově podniku pracovalo celkem 150 lidí. V roce 1899 Otto prodal svou tiskárnu České grafické společnosti a dále pokračoval pouze v práci nakladatelské. V témže roce (1899) otevřel i filiální prodejnu svých knih v ulici Gluckgasse číslo 3 v centru Vídně.  

### Zhodnocení
Za celou dobu působení (od roku 1871 do roku 1916, tedy za 45 let) ve své firmě vydal Jan Otto asi 5 000 publikací (z toho asi 1 500 knižních svazků) a touto produkcí se řadil k tehdejším největším českým nakladatelům. Do historie české literatury se zapsal především díly z knižní edice Světové knihovny, edicí Čechy, humoristickým časopisem Paleček a českým ilustrovaným časopisem Zlatá Praha. Populární český obrázkový časopis Světozor vydávalo Nakladatelství Jan Otto od roku 1899 po dobu 30 let. Jeho Ottův slovník naučný jakožto česká encyklopedie (konverzační lexikon) z let 1888 až 1909 byla sto let největší českou encyklopedií. Teprve až v letech 2010 / 2011 tuto Ottovu encyklopedii (v počtu hesel) překonala česká verze internetové encyklopedie Wikipedie.

### Další osudy firmy
Po smrti Jana Otty uprostřed první světové války (v roce 1916) fungovala jeho firma sice dále, ale její vedení bylo zatíženo rodinnými rozepřemi. Absenci plnohodnotného nástupce, jemuž by podnik předal, si Jan Otto uvědomoval již na přelomu 19. a 20. století. Jeho nejmladší syn (dva předchozí dříve narození zemřeli ještě jako nemluvňata) Jaroslav Vladimír Otto (* 1883) byl sice vyučeným knihkupcem, ale v nakladatelské činnosti svého otce pro rodinné dědické spory dlouho nepokračoval a podnik se posléze dostal do rukou osobám mimo Ottovu rodinu. Po první světové válce nově se rodící československá společnost měla poněkud jiné požadavky na nakladatelskou činnost firmy, což spolu s ekonomickými problémy ve 30. letech 20. století vedlo k tomu, že firma musela postupně rozprodávat svůj majetek. V roce 1941 Eduard Bass již pouze konstatoval, že pro „nemoudré chápání piety [...] došlo k téměř úplnému rozpadu všeho, co pracné úsilí Jana Otty vytvořilo.“ Po druhé světové válce firma definitivně zanikla (na základě nařízení o ukončení činnosti soukromých vydavatelství).

### Po sametové revoluci
Po sametové revoluci (tj. po roce 1989) bylo ve druhé polovině 90. let 20. století Ottovo nakladatelství znovu obnoveno. Cílem jeho znovuvzkříšení byla snaha nejen navázat na odkaz Jana Otty, ale také zastřešit nejrůznější vydavatelské aktivity se společným jmenovatelem: rozvíjet původní encyklopedistiku. (V roce 2006 vydalo Ottovo nakladatelství například pětisvazkovou Ottovu encyklopedii Česká republika). Ottovo nakladatelství publikuje v České republice a na Slovensku a to přibližně 100 knižních titulů ročně. Jsou vydávány encyklopedie, atlasy a obrazové publikace populárně naučného charakteru a množství knih určených dětem.

## Ocenění
- Nejprodávanější biografická kniha za rok 2011 – Karel Felt,[p 2] Tomáš Řepka: Rebel: osobní zpověď Tomáše Řepky (264 stran, ISBN 978-80-7451-092-2)[2]

- Nejprodávanější kniha dějin a faktů za rok 2008 – SEMOTANOVÁ, Eva a kolektiv. Česko: Ottův historický atlas. Praha: Ottovo nakladatelství, 2007. 408 stran. ISBN 978-80-7360-577-3.[2]

- Nejprodávanější kniha roku 2008 v kategorii kniha pro děti a mládež – POLÍVKA, Bohumil, ed. a JANOTOVÁ, Nikola, ed. Zahraj si písničku s Ottíkem (součástí této hudebniny je i elektronické piano). Praha: Ottovo nakladatelství, 2008, partitura (24 stran). ISBN 978-80-7360-723-4.[2]

- Nejprodávanější kniha roku 2006 v kategorii nebeletristická kniha pro dospělé – BRYCH, Vladimír; RENDEK Jan. České hrady, zámky a tvrze. 1. vydání Praha: Ottovo nakladatelství, 2006. 851 stran ISBN 80-7360-406-X.[2]

- Nejprodávanější kniha v roce 2005; Český bestseller za rok 2005 – ZEMAN, Miloš. Jak jsem se mýlil v politice. 1. vydání: Praha: Ottovo nakladatelství, 2005. 344 stran. ISBN 80-7360-260-1.[2]